# Szymon Goldberg
Szymon Goldberg, nacido el 1 de junio de 1909 en Włocławek y muerto el 19 de julio de 1993 en Toyama, fue un violinista y director de orquesta, nacido polaco y naturalizado estadounidense en 1953.

## Biografía
Szymon Goldberg nació en Włocławek, en la Polonia del Reino del Congreso, sujeto a la influencia rusa. Goldberg tocaba el violín de niño en Varsovia, donde creció. Su primer maestro fue el Henryk Czaplinski, un alumno del violinista checo Otakar Ševčík; su segundo maestro es Mieczysław Michałowicz, un alumno de Leopold Auer. En 1917, a la edad de ocho años, se fue a Berlín para estudiar con el gran pedagogo Carl Flesch. También fue alumno de Josef Wolfsthal.
Después de un primer recital en Varsovia, en 1921 y su debut con la Filarmónica de Berlín en 1924 a la edad de quince años, donde tocó tres conciertos (Bach, Joaquim y Paganini), fue empleado como konzertmeister de la Filarmónica de Dresde, de 1925 a 1929.
Después formó un cuarteto con otros miembros de la orquesta, integrado por el mismo Szymon Goldberg con Arthur von Freymann, Herbert Ronnefeld y Kleber. Poco después la formación se convierte oficialmente en el Cuarteto de Cuerda de la Filarmónica de Dresde integrado por Szymon Goldberg, José Lasek, Herbert Ronnefeld y Enrico Mainardi. También actúa como solista en conciertos, con el pianista Paul Aron (1928-30).
En 1929 aceptó la invitación de Wilhelm Furtwängler para desempeñar la misma posición de concertino, pero en la Filarmónica de Berlín. Allí trabajó hasta 1934. Durante estos años, también actúa en formaciones de cámara, en concierto y en la radio, con Paul Hindemith (Bibliografía, 1) en la viola y Emanuel Feuermann en el violonchelo, y como miembro del Cuarteto de la Filarmónica de Berlín.
Al comienzo del Tercer Reich, Goldberg se ve obligado a abandonar la orquesta en 1934, a pesar de los intentos de Furtwängler con el fin de proteger a los miembros judíos de la orquesta. Se estableció en Inglaterra y lleva a cabo una gira por Europa, a menudo con la gran pianista Lili Kraus, actuando por primera vez en el Carnegie Hall en Nueva York en 1938. El dúo dejó una memorable grabación de las sonatas de Mozart, para el sello del Reino Unido Parlophone (1935-37). Durante una gira por Asia, Goldberg, Kraus y sus familias fueron detenidos e internados en Java por los japoneses, de 1942 a 1945.
Después de la Segunda Guerra Mundial realizó una gira por Australia durante tres meses en 1946. Finalmente, se trasladó a los Estados Unidos y se convirtió en ciudadano norteamericano en 1953. De 1951 a 1965, enseñó en la Escuela de Música de Aspen (Colorado), en paralelo a su actividad como director de orquesta. En 1955, en Ámsterdam, fundó la Orquesta de Cámara de Holanda, que dirigió hasta 1979, y con la que hizo numerosas giras (de 1965 a 1977 la orquesta tuvo como segundo director a David Zinman). De 1977 a 1979 es también el líder de la Mánchester Camerata en Inglaterra.
Impartió clases magistrales en la Universidad de Yale, de 1978 a 1982, en la Escuela Juilliard de Nueva York, de 1978 a 1980, en el Curtis Institute of Music de Filadelfia de 1980 a 1981 y en la Escuela de Música de Manhattan en Nueva York en 1981. Y, a continuación, en Japón, enseña en la escuela, Toho Gakuen un par de años antes de dirigir, desde 1990 hasta su muerte, la Nueva Filarmónica de Japón en Tokio.
Su primera esposa murió después de una larga enfermedad en la década de los 80. En 1988, se casó con la pianista japonesa, Miyoko Yamane (1938-2006), una exalumna de Rudolf Serkin y Rudolf Kolisch. Residieron primero en Filadelfia (con un viaje anual a Japón) y luego, desde 1992, se trasladaron a Toyama en Japón.
Murió en Toyama en 1993, a la edad de 84 años.

## Instrumentos
Después de tocar un Stradivarius, el "Liegnitz" (1711), hasta principios de la década de los 60, pasó a tocar un violín de Giuseppe Guarneri (Guarneri del Gesù) de 1734, el "Barón Vitta", legado después de su muerte (2006) a la Biblioteca del Congreso

## Grabaciones
Szymon Goldberg dejó gran número de registros de los cuales los más famosos son los conjuntos de las sonatas de Mozart y Beethoven con Lili Kraus, registrados durante el período de entre  guerras, así como piezas de Mozart y Schubert con Radu Lupu (con quien forma un dúo de concierto en la década de los 70). La Filarmónica de Berlín le rindió homenaje en 2014 como su ex konzertmeister. En esta ocasión, un periódico escribió que en la música de Bach y de Mozart Goldberg "ha conseguido un equilibrio y una belleza de tono similar a la perfección. De hecho, él fue el mejor violinista intérprete de Mozart de su tiempo, con una gracia felina, esencial para las sonatas, los conciertos de violín y la Sinfonía concertante ".
En sus grabaciones puede apreciarse una gran musicalidad con una gran fluidez y un vibrato totalmente ajustado, con una técnica magistral en el empleo del arco que le da una amplia gama de matices dinámicos. Quizás adolecía de falta de volumen de proyección sonora.